# Philadelphia Warriors 1953-1954
La stagione 1953-54 dei Philadelphia Warriors fu l'8ª nella NBA per la franchigia.
I Philadelphia Warriors arrivarono quarti nella Eastern Division con un record di 29-43, non qualificandosi per i play-off.

## Risultati
| Squadra               | V  | P  | %    | GB |
| --------------------- | -- | -- | ---- | -- |
| New York Knicks       | 44 | 28 | 61,1 | -  |
| Syracuse Nationals    | 42 | 30 | 58,3 | 2  |
| Boston Celtics        | 42 | 30 | 58,3 | 2  |
| Philadelphia Warriors | 29 | 43 | 40,3 | 15 |
| Baltimore Bullets     | 16 | 56 | 22,2 | 28 |

## Roster
| N° | Naz.                   | Ruolo | Sportivo       | Anno | Alt. | Peso \|\| |
| -- | ---------------------- | ----- | -------------- | ---- | ---- | --------- |
|    | Stati Uniti (bandiera) | AC    | Joe Graboski   | 1930 | 201  | 88        |
|    | Stati Uniti (bandiera) | A     | Norm Grekin    | 1930 | 196  | 82        |
|    | Stati Uniti (bandiera) | G     | Jim Phelan     | 1929 | 185  | 79        |
| 4  | Stati Uniti (bandiera) | G     | Jack George    | 1928 | 188  | 86        |
| 5  | Stati Uniti (bandiera) | GA    | Paul Walther   | 1927 | 188  | 73        |
| 6  | Stati Uniti (bandiera) | C     | Neil Johnston  | 1929 | 203  | 95        |
| 7  | Stati Uniti (bandiera) | GA    | Ernie Beck     | 1931 | 193  | 86        |
| 8  | Stati Uniti (bandiera) | G     | George Senesky | 1922 | 188  | 81        |
| 10 | Stati Uniti (bandiera) | AC    | Joe Fulks      | 1921 | 196  | 86        |
| 12 | Stati Uniti (bandiera) | AC    | Walt Davis     | 1931 | 203  | 93        |
| 14 | Stati Uniti (bandiera) | G     | Danny Finn     | 1928 | 185  | 84        |
| 15 | Stati Uniti (bandiera) | AC    | Zeke Zawoluk   | 1930 | 201  | 98        |

## Staff tecnico
- Allenatore: Eddie Gottlieb